# 케이트 복
케이트 복(Kate Bock, 1989년 1월 30일 ~ )은 캐나다의 모델이다.